# 颜东山
颜东山（1909年—1991年），中国人民解放军将领、中国人民解放军开国少将。
曾任炮兵二十师政委。1955年，授予中国人民解放军少将。